# Basileuterus melanogenys
Basileuterus melanogenys là một loài chim trong họ Parulidae.